# Alina Diaconú
Alina Diaconú es una escritora y columnista argentina de ascendencia rumana.

## Biografía
Alina Diaconú nació en Bucarest, Rumania, en 1945 y a sus 14 años -en 1959- se exilió con sus padres en Buenos Aires, donde obtuvo la ciudadanía argentina. Este exilio se dio como consecuencia de una crítica al estalinismo en un diario de arte por parte de su padre. Entre 1968 y 1970 vivió en París, Francia. Otra de sus actividades fue la de ser columnista de la revista Cultura y colaboradora de los principales diarios del país como: Clarín, La Nación, La Prensa y La Gaceta. Ha recibido numerosos premios, entre los cuales se encuentran la beca Fulbright de la Universidad de Iowa que la llevó a vivir en Estados Unidos en 1985, y el premio 1994 de la American Romanian Academy of Arts And Sciences de Estados Unidos.
Alina se define a sí misma como una «devoradora de libros»:

Soy y seré una devoradora de todo tipo de libros: desde las biografías hasta los de poesía, desde los ensayos hasta los de aforismos, desde los libros de filosofías orientales hasta los de autoayuda. A estas alturas, creo que no hay reglas para escribir bien, sino para mejorar lo que ya se trae como legado, apuntalando una buena idea, algo interesante para compartir.

Su segunda novela, Buenas noches, profesor, apareció en 1979 y fue censurada por la dictadura militar. Su novela El penúltimo viaje trata el tema político de la represión en el Europa del Este, el comunismo y su caída.
Varios de sus libros han sido traducidos en el extranjero y entre sus textos figuran en antologías argentinas y extranjeras, también algunas de sus obras fueron motivo de tesis doctorales en los Estados Unidos. En 1993 apareció un libro de crítica sobre su narración titulada Utopías, ojos azules y bocas suicidas: la narrativa de Alina Diaconú, compilado por Ester Gimbernat González y Cynthia Tompkins.

## Obras
- La Señora. Rodolfo Alonso Editor, Buenos Aires 1975.
- Buenas Noches, Profesor. Editorial Corregidor 1978.
- Enamorada del muro. Editorial Corregidor, Buenos Aires 1981.
- Cama de Ángeles. Emecé Editores, Buenos Aires 1983, ISBN 950-04-0241-6.
- Los Ojos Azules. Editorial Fraterna 1986.
- El penúltimo viaje. Javier Vergara Editor 1989.
- Los devorados. Editorial Atlántida , Buenos Aires 1992, ISBN 950-08-1075-1.
- ¿Qué nos pasa, Nicolás?. Editorial Atlántida, 1995.
- Penultima calatorie. Roman. Editor Univers, Bukarest 1994, ISBN 973-34-0306-7.
- Preguntas con respuestas: Entrevistas a Borges, Cioran, Girri, Ionesco y Sarduy. Editorial Vicinguerra 1998.
- Una mujer secreta. Fundación Internacional JLB, Buenos Aires 2002, ISBN 987-98703-3-6.
- Intimidades del ser. Veintisiete poemas y algunos aforismos. Vinciguerra, Buenos Aires 2005, ISBN 950-843-614-X.
- Poemas del silencio. Lumiere, Buenos Aires 2007, ISBN 978-987-603-028-1.
- Avatar. Ediciones B, Buenos Aires 2009, ISBN 978-987-627-106-6.
- Aleteos. Editorial Impresiones Buenos Aires, 2015. Ilustrado por Guillermo Roux.
- Relámpagos. Galáctica Ediciones, Buenos Aires 2017).
- Rosas del Desierto. Vinciguerra, 2019. Con fotos de Anna Shumanskaia.
- Querido Cioran-Crónica de una amistad. Rumania (2019) e Italia (2021).
- Estrellas voladoras. Galáctica ediciones, Buenos Aires 2022.

## Escritos que la nombran
- Jorge Luis Borges: Entretien avec Alina Diaconú. Le Capucin, Lectoure 2002, ISBN 2-913493-34-3.
- Gwendolyn Díaz: Alina Diaconú. En: Women and power in Argentine literature. Stories, interviews, and critical essays. University of Texas Press, Austin Tx. 2007, ISBN 978-0-292-71649-0, S. 213-232.
- Felicia L. Fahey: Lifting the weight of terror. Disembodiment in Alina Diaconú's El penúltimo viaje. En: The will to heal. Psychological recovery in the novels of Latina writers. University Press, Albuquerque, N.M. 2007, ISBN 978-0-8263-2855-7, S. 1-24.
- Ester Gimbernat González: Utopías, ojos azules, bocas suicidas. Editorial Fraterna, Buenos Aires 1993, ISBN 950-714-034-4.
- Eliana C. Hermann (Hrsg.): Alina Diaconú. En: English translations of short stories by contemporary Argentine women writers. Mellen Books, Lewiston, N.Y. 2002, ISBN 0-7734-6920-6, S. 153-154.